# Ernest (Bawaria)
Ernest (ur. 1373, zm. 2 lipca 1438) – książę Bawarii-Monachium z dynastii Wittelsbachów (od 1397).

## Życiorys
Ernest był starszym synem księcia bawarskiego rezydującego w Monachium Jana II oraz Katarzyny, córki hrabiego Gorycji Meinharda VI. Po śmierci ojca w 1397, objął rządy w Monachium wraz ze swym młodszym bratem Wilhelmem III. Zaraz po objęciu tronu rozpoczął się konflikt ze stryjem Stefanem III z Ingolstadt, w efekcie którego w 1398 bracia musieli uznać jego prawo do współrządów w stolicy Bawarii. W praktyce w Monachium utworzyły się dwa stronnictwa: patrycjat popierał Ernesta, mieszczanie zaś Stefana; każdy z nich miał też pod kontrolą jedną z dwóch monachijskich fortec, w efekcie czego rzeczywista kontrola nad miastem przechodziła z rąk do rąk. W 1414 Ernest zawarł sojusz z trzema innymi książętami z rodu Wittelsbachów, który był skierowany przeciwko synowi i następcy Stefana, Ludwikowi VII Brodatemu. W 1420 wybuchła wojna domowa (w 1422 Ernest pokonał Ludwika pod Alling). Po wymarciu w 1425 linii Wittelsbachów panujących w Bawarii-Straubing, Ernest i Wilhelm zgłosili pretensje do objęcia tego księstwa; w 1427 zajęli Straubing, a w 1429 – na mocy układu z Pressburga – została usankcjonowana ich władza na dużej części tego terytorium (w tym Ratyzbonie).
W 1430 Ernest otrzymał zadanie od króla niemieckiego Zygmunta Luksemburskiego wyprawy na Litwę z koroną dla wielkiego księcia litewskiego Witolda, jednak wobec sprzeciwu Polski misji swojej nie wypełnił.
Ze względów dynastycznych w 1435 rozkazał utopić w Dunaju Agnes Bernauer, morganatyczną małżonkę swego jedynego syna i następcy Albrechta.

## Rodzina
26 stycznia 1395 Ernest ożenił się z Elżbietą, córką Barnaby Viscontiego z Mediolanu (zmarła w 1432). Z tego związku urodziło się kilka córek oraz syn, Albrecht III, który był jego następcą (nosił tytuł księcia bawarskiego w Monachium). Oprócz tego znany jest nieformalny związek Ernesta z Anną Kräzl (wydał ją za jednego ze swoich urzędników), z którego pochodziło trzech nieślubnych synów.